# Vought SB2U Vindicator
Воут SB2U «Віндікейтор» (англ. Vought SB2U Vindicator) — палубний пікіруючий бомбардувальник виробництва американської авіакомпанії Vought. Знаходився на озброєнні військово-морських сил США та військово-морських сил Франції на початку Другої світової війни.

## Історія

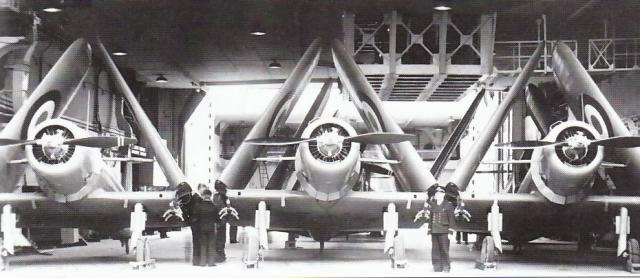
Французькі V-156F в ангарі авіаносця «Беарн»

В 1934 році почалась розробка нового палубного пікіруючого бомбардувальника для заміни застарілих біпланів. Проєкт компанії Vought, який розроблявся під керівництвом Рекса Бейсела, був суцільнометалевим монопланом (обшивка крил і хвостової частини — полотняна), з шасі яке прибиралось. Перший прототип, оснащений двигуном R-1535-78 потужністю 700 к.с., піднявся в повітря 4 січня 1936 року Спочатку механізм бомбометання з піке мав реалізуватись через зміну кроку гвинта на від'ємний, але такий підхід виявився невдалим. Наступний варіант з встановленням повітряних гальм зверху центроплана теж був неефективним, і в результаті для гальмування при бомбометанні з піке мали використовувати випуск шасі, яке було перепроектовано для цього. Цей варіант теж був далекий від ідеального, при випуску шасі літак ривком відводило від цілі, і прицільним могло вважатись бомбометання з піке не більше 30°.
В цьому плані проєкт Vought, який отримав військове позначення XSB2U-1, значно програвав конкуренту Nortrop XBT-1, який міг скидати бомби з кутів до 70°, але в цей час Nortrop перебував в дуже складному фінансовому положенні (згодом його купить Douglas) і флотське командування вирішило все ж видати замовлення Vought. Навіть аварія першого прототипа XSB2U-1 20 серпня 1936 року не змінила думку військових і вже в жовтні того ж року було укладено контракт на побудову 54 серійних літаків SB2U. Загалом до 1941 року було виготовлено 250 SB2U.

## Основні модифікації
- SB2U-1 — оснащувався 14-и циліндровим двигуном Pratt & Whitney R-1535-96 потужністю 825 к.с. З травня 1937 року було виготовлено 54 літаки.
- SB2U-2 — змінено бортове обладнання. З серпня 1938 по червень 1939 року було виготовлено 58 літаків.
- SB2U-3 — оснащувався двигуном R-1535-102, аналогічної потужності. З січня 1941 року було виготовлено 57 літаків.
- V-156F — експортний варіант для Франції на базі SB2U-2, окрім зміненого обладнання і озброєння отримав повітряні гальма на верхній поверхні крила. З червня 1939 року було виготовлено 40 літаків.
- V-156B1 — теж виготовлявся для Франції, але через капітуляцію останньої надійшов на озброєння ВПС Британії під позначенням Chesapeake Mk.I. З лютого 1941 року виготовлено 50 літаків.

## Історія використання

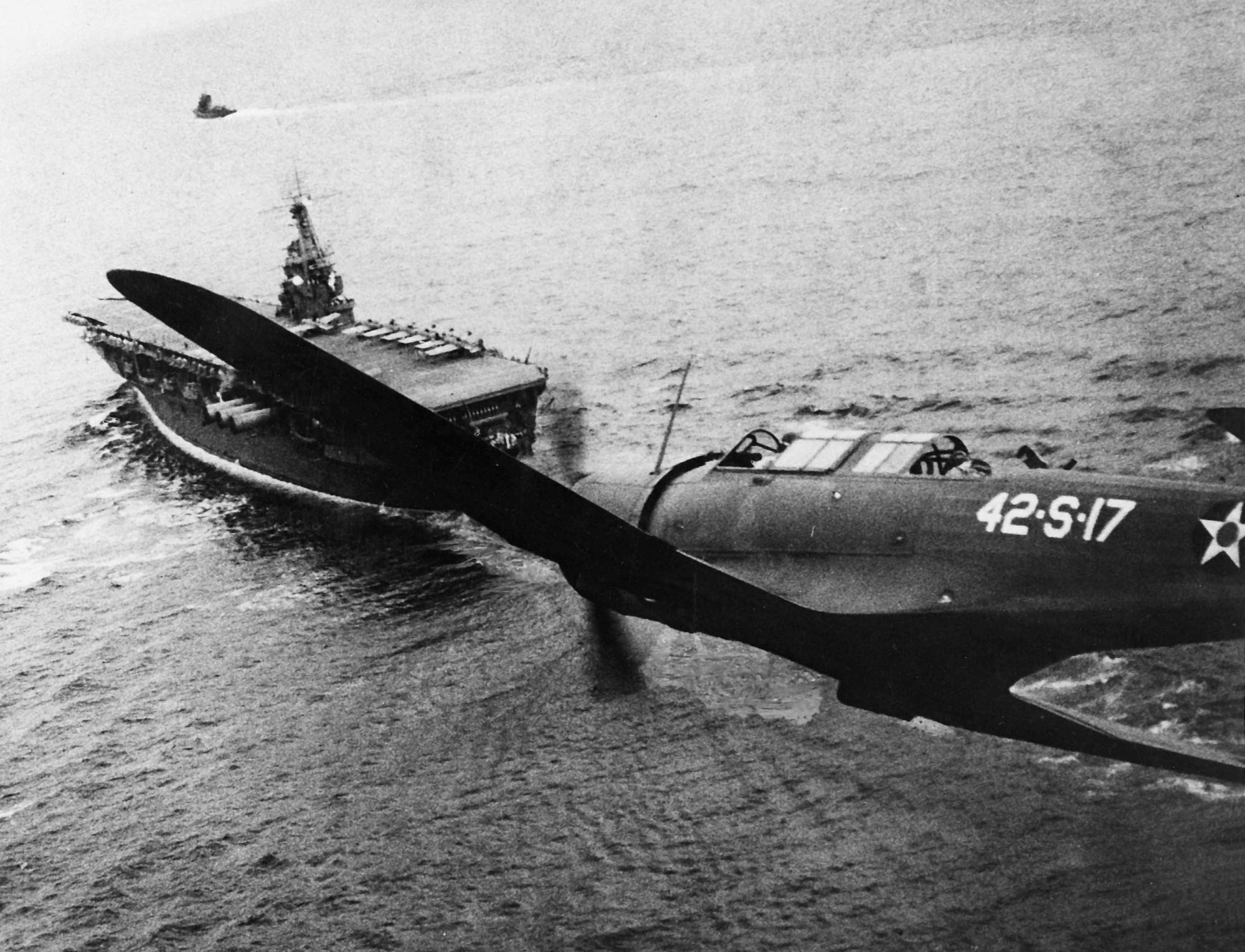
SB2U заходить на посадку на авіаносець «Восп». 4 грудня 1941 року.

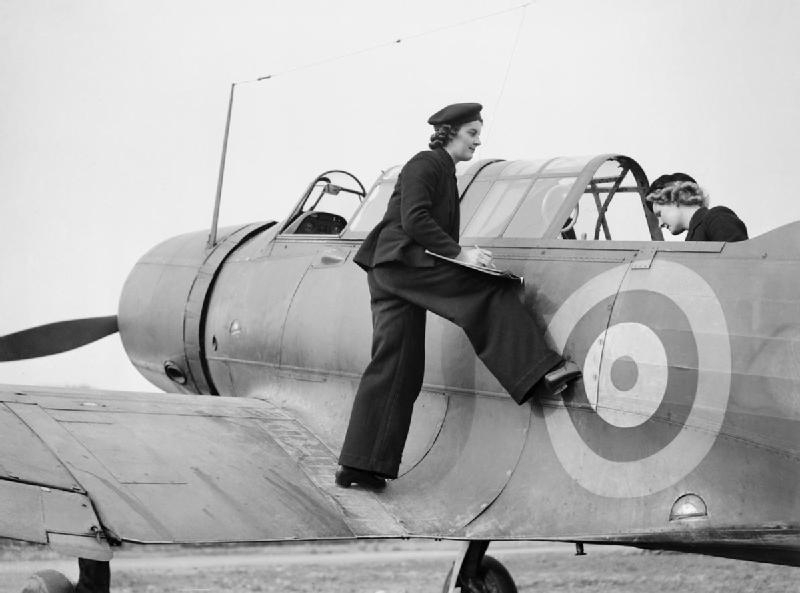
Британський Chesapeake під час перевірки обладнання. 4 березня 1943 року

На озброєння ВМС США «Віндікейтори» почали надходити в грудні 1937 року, і до 1941 року вже активно замінялись на  SBD Dauntless, і в грудні залишались на озброєнні тільки в чотирьох розвідувальних ескадрильях авіаносців «Восп» і «Рейнджер», які діяли в Атлантичному океані. Вони використовувались для патрулювання, аж до осені 1942 року, коли були замінені на сучасніші літаки.
Окрім ВМС «Віндікейтори» надійшли на озброєння корпусу морської піхоти, зокрема в ескадрилью VMSB-241, що базувалась на Мідвеї. 4 і 5 червня вони взяли участь в битві, двічі намагаючись завдати ударів по японському флоту, але жодного попадання досягнуто не було. Після Мідвею «Віндікейтори» використовувались тільки як навчальні.
В Франції V-156 було оснащено ескадрильї AB1 і AB3 флотської авіації. До початку німецького наступу в квітні 1940 року, вони вже були освоєні екіпажами і готувались до перекидання на авіаносець «Беарн», але через початок активних дій залишились на суші. Початок бойових дій був не найкращий, 10 травня 1941 року на аеродромі було знищено 15 V-156 ескадрильї AB3, а перший бойовий виліт відбувся тільки 16 травня. В той день 9 літаків з AB1 змогли знищити міст через канал Бевеланд в Нідерландах. З наступного дня V-156 продовжували використовуватись проти переправ і німецьких військ. 26 травня відновила свою боєздатність ескадрилья AB3, але вже 4 червня її було відведено на південь Франції, де з 10 червня вона почала діяти проти італійських військ. 24 червня в обидвох ескадрилей залишилось тільки 7 боєздатних літаків, які було відведено в Алжир.
В Королівських ВПС Великої Британії Chesapeake використовувався виключно для навчання аж до червня 1944 року.

## Тактико-технічні характеристики

### Технічні характеристики
Дані з Ударная авиация Второй Мировой — штурмовики, бомбардировщики, торпедоносцы
|                                 |                                 | SB2U-1     | SB2U-2     | SB2U-3     |
| ------------------------------- | ------------------------------- | ---------- | ---------- | ---------- |
| Довжина                         | Довжина                         | 10,36 м    | 10,36 м    | 10,36 м    |
| Висота                          | Висота                          | 3,12 м     | 3,12 м     | 3,12 м     |
| Розмах крил                     | Розмах крил                     | 12,8 м     | 12,8 м     | 12,8 м     |
| Площа крил                      | Площа крил                      | 28 м²      | 28 м²      | 28 м²      |
| Маса                            | пустого                         | 2121 кг    | 2138 кг    | 2556 кг    |
| Маса                            | спорядженого                    | 2868 кг    | 2893 кг    | 3390 кг    |
| Маса                            | максимальна злітна              | 3301 кг    | 3326 кг    | 4273 кг    |
|                                 |                                 | R-1535-96  | R-1535-96  | R-1535-102 |
| Потужність                      | Потужність                      | 825 к. с.  | 825 к. с.  | 825 к. с.  |
| Максимальна швидкість           | Максимальна швидкість           | 402 км/год | 404 км/год | 391 км/год |
| Дальність польоту З 454 кг бомб | Дальність польоту З 454 кг бомб | 1020 км    | 1015 км    | 1800 км    |
| Бойова стеля                    | Бойова стеля                    | 8350 м     | 8380 м     | 7200 м     |

### Озброєння
Стрілецьке
- Курсове:
  - SB2U-1/2 — 1 × 7,62-мм кулемет
  - SB2U-3 — 1-2 × 12,7-мм кулемети
  - V-156F — 2 × 7,5-мм кулемети
  - V-156B1 — 2 × 12,7-мм кулемети
- Захисне:
  - SB2U-1/2, V-156F/B1 — 1 × 7,62-мм кулемет
  - SB2U-3 — 1 × 12,7-мм кулемет

Бомбове
- SB2U-1/2/3 — 454 кг бомб
- V-156F — 300 кг бомб
- V-156B1 — 681 кг бомб